# Carlos Manuel Torres
Carlos Manuel Torres (n. Asunción, Paraguay; 27 de abril de 1970) es un exárbitro de fútbol profesional paraguayo. 

## Trayectoria
Carlos Torres, quien además es ingeniero electromecánico, comenzó su carrera formando parte del cuerpo arbitral de la UFI. Bajo la misma tuvo su primera experiencia conduciendo partidos entre clubes de la categoría principal, durante el extinto torneo República de 1990, un certamen compuesto por equipos del interior y la capital del país. En 1994 fue promovido al conjunto de árbitros de la APF y desde entonces ha tenido a su cargo unos 300 encuentros de Primera División, entre ellos más de 10 clásicos.
En total, Torres arbitró 367 partidos a nivel local y 113 en el plano internacional, entre 1998 y 2011. Noventa por torneos de clubes de la Conmebol y 23 entre selecciones nacionales.
En 1998 se convirtió en juez internacional con insignia de FIFA, para más tarde dirigir en torneos de relevancia como el de los Juegos Olímpicos de Atenas 2004, la Copa América 2007, la fase de clasificación sudamericana para la Copa Mundial de Fútbol, la Copa Libertadores de América, entre otros.
El 3 de marzo de 2010, Torres dirigió un partido amistoso entre las selecciones de Inglaterra y Egipto, que se jugó en el estadio de Wembley de Londres.
El 1 de diciembre del mismo año impartió justicia en la final de ida de la Copa Sudamericana entre Goiás e Independiente.
En septiembre de 2012, Torres anunció su retiro del arbitraje para sumarse a la Comisión de Árbitros de la Asociación Paraguaya de Fútbol (APF).
Tras haberse alejado por un tiempo, en febrero de 2017, Carlos Torres retornó a la APF al ser confirmado como asesor general de la Dirección de Árbitros, dirigida por otro exjuez, Amelio Andino.